# Scagliolplatta
Scagliolplatta är ett eldfast byggnads- och isoleringsmaterial.
Scagliolplattor var det första brandsäkra byggnadsmaterialet för mellanväggar i hus. Det uppfanns av arkitekten Fr. Beine i Bochum i Tyskland.
Scagliol består av pulvriserad bränd gips och marienglas, blandat med lim och vatten till en murbruksliknande konsistens. Den gjuts till 5 till 10  centimeter tjocka plattor, som sammanfogades och i slutet av 1800-talet kunde ersätta putsade plankväggar. Plattorna var 40–60 centimeter och försedda med kanaler, i vilka vid montering av rader av väggplattor hälldes scagliolmassa som snabbt hårdnade till horisontellt och vertikalt placerade tappar. I Sverige tillverkades scagliolplattor från 1890-talet av firma C. Gottfrid Rystedt i Stockholm.
Namnet kommer från italienska "scagliola", en teknik för att tillverka arkitektoniska dekorativa detaljer av stuck som efterliknar inläggningar av marmor.